# Kampå
Kampå este o localitate din comuna Nes, provincia Akershus, Norvegia, cu o suprafață de 0,71 km² și o populație de 786 locuitori (2013).